# Psilochorus gertschi
Psilochorus gertschi är en spindelart som beskrevs av Schenkel 1950. Psilochorus gertschi ingår i släktet Psilochorus och familjen dallerspindlar. Inga underarter finns listade i Catalogue of Life.